# مجبی
مجبی (به دانمارکی: Mejlby) یک منطقهٔ مسکونی در دانمارک است که در شهرداری آرهوس واقع شده‌است. مجبی ۴۳۲ نفر جمعیت دارد.